# Карлос Нева
Карлос Нева (ісп. Carlos Neva, нар. 12 червня 1996, Ель-Пуерто-де-Санта-Марія) — іспанський футболіст, захисник клубу «Гранада».

## Ігрова кар'єра
Народився 12 червня 1996 року в місті Ель-Пуерто-де-Санта-Марія. Вихованець юнацьких команд низки футбольних клубів, останньою з яких була «Севілья».
В системі севільського клубу грав лише за його третю команду протягом 2015–2016. Згодом грав за «Марбелью».
З 2017 року приєднався до структури клубу «Гранада».